# Mireille Enos
Marie Mireille Enos (Kansas City, 22 de setembro de 1975) é uma atriz estadunidense. Atraída por atuar desde que era jovem, ela se formou em artes cênicas pela Universidade Brigham Young, onde recebeu a bolsa Irene Ryan Acting Scholarship. Tendo feito sua estreia como atriz no filme de televisão de 1994, Without Consent, ela já recebeu indicações para um Tony Award, um Globo de Ouro e um Emmy Award.
No início de sua carreira, Enos apareceu como atriz convidada em programas de televisão como Sex and the City e The Education of Max Bickford, entre outros. Ela fez sua estreia no cinema com um papel menor na comédia romântica de 2001, Someone Like You, mas atraiu mais atenção por seu papel como Honey na produção da Broadway de 2005 de Who's Afraid of Virginia Woolf?. Seu desempenho neste último lhe rendeu uma indicação de Melhor Atriz no Tony Awards. Ela novamente se aventurou em papéis na televisão e conseguiu o papel das gêmeas Kathy e JoDean Marquart na série dramática da HBO, Big Love.
O papel decisivo de Enos foi na série de drama policial da AMC, The Killing; ela interpretou Sarah Linden, uma policial que mora em Seattle nas quatro temporadas do programa de 2011 a 2014. Seu desempenho foi aclamado pela crítica e lhe rendeu indicações como Melhor Atriz Principal em Série Dramática no Primetime Emmy Award e no Golden Globe Award. Enos estrelou como Karin Lane no filme desastroso de 2013, World War Z, e Kathleen Hall no drama romântico de 2014, If I Stay; ambos os filmes foram produções de grande sucesso. Ela continuou a receber elogios por seu trabalho em filmes independentes como Never Here (2017). Enos estrelou o personagem principal no thriller jurídico da ABC, The Catch, de curta duração. Em 2019, ela apareceu na co-produção Amazon/BBC de Good Omens como Carmine "Red" Zuigiber, uma correspondente de guerra que na verdade é War/Guerra, um dos Quatro Cavaleiros do Apocalipse. Em 2019, ela apareceu como Marissa Wiegler na série de TV de drama de ação, Hanna, baseada no filme de mesmo nome de 2011, no Amazon Prime Video.

## Biografia

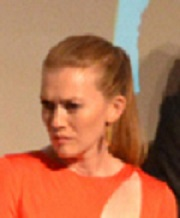
Mireille Enos em 2013 em Toronto.

Seu prenome é francês, nacionalidade de sua mãe, Monique, que é professora. Seu pai, John Goree Enos é americano, do Texas, tem parte de ascendência escocesa. Ela mudou-se para Houston, Texas, com a idade de cinco anos, onde cursou o segundo grau para as artes cênicas e visuais. Enos estudou na Brigham Young University. É membro de A Igreja de Jesus Cristo dos Santos dos Últimos Dias mas não é praticante (seu pai é missionário da igreja).

## Carreira
Foi indicada para o Tony Award (Melhor Atriz de Teatro) em 2005 por sua performance na produção da Broadway Who's Afraid of Virginia Woolf?.
Possui inúmeras participações em televisão, notadamente como Kathy e Jodeen Marquart - duas irmãs gêmeas - na série da HBO Big Love.
Em dezembro de 2010 estreou no seriado da AMC, The Killing, interpretando a chefe da equipe de detetives, Sarah Linden, numa interpretação que torna diferenciada a atração.
Em 2011 Mireille foi anunciada como integrante do elenco de World War Z, onde interpreta a esposa de Brad Pitt, que também é o produtor do filme.

## Filmografia

### Cinema
| Ano  | Título                                | Papel                 | Notas          |
| ---- | ------------------------------------- | --------------------- | -------------- |
| 2001 | Someone Like You                      | Instrutora de Yoga #1 |                |
| 2005 | Chasing Leonard                       | Lucinda               | Curta-metragem |
| 2006 | Falling Objects                       | Isobel Walker         | Curta-metragem |
| 2013 | Gangster Squad                        | Connie O'Mara         |                |
| 2013 | World War Z                           | Karen Lane            |                |
| 2013 | Devil's Knot                          | Vicki Hutcherson      |                |
| 2013 | Wild Horses                           | Mills                 | Curta-metragem |
| 2014 | Sabotage                              | Lizzy Murray          |                |
| 2014 | If I Stay                             | Kat Hall              |                |
| 2014 | The Captive                           | Tina                  |                |
| 2016 | Katie Says Goodbye                    | Mãe de Katie          |                |
| 2017 | Never Here                            | Miranda Fall          |                |
| 2018 | Don't Worry, He Won't Get Far on Foot | mãe fantasma de John  |                |
| 2018 | Dark Was the Night                    | Nancy                 |                |
| 2018 | The Lie                               | Rebecca               |                |

### Televisão
| Ano       | Título                           | Papel                            | Nota                                       |
| --------- | -------------------------------- | -------------------------------- | ------------------------------------------ |
| 1994      | Without Consent                  | Naomi                            | Telefilme                                  |
| 1996      | Face of Evil                     | Brianne Dwyer                    | Telefilme                                  |
| 1999      | Sex and the City                 | Jenna                            | Episódio: "Shortcomings"                   |
| 2001      | The Education of Max Bickford    | Carla Byrd                       | 2 episódios                                |
| 2003      | Strong Medicine                  | Fern                             | Episódio: "Speculum for a Heavyweight"     |
| 2004      | Rescue Me                        | Karen                            | Episódio: "Mom"                            |
| 2006      | Without a Trace                  | Jessica Lawson                   | Episódio: "911"                            |
| 2006      | Standoff                         | Dana                             | Episódio: "Man of Steele"                  |
| 2006      | Shark                            | Chloe Gorman                     | Episódio: "Dial M for Monica"              |
| 2007      | Crossing Jordan                  | Sandy Walsh                      | Episódio: "Crazy Little Thing Called Love" |
| 2007-2010 | Big Love                         | JoDean Marquart / Kathy Marquart | Papel regular, 25 episódios                |
| 2008      | Numbers                          | Grace Ferraro                    | Episódio: "End Game"                       |
| 2008      | CSI: Miami                       | Lucy Maddox                      | Episódio: "Down to the Wire"               |
| 2008      | Medium                           | Kelly Winters                    | Episódio: "Drowned World"                  |
| 2009      | Lie to Me                        | Cheryl Ambrose                   | Episódio: "The Better Half"                |
| 2009      | Law & Order: Criminal Intent     | Julianna Morgan                  | Episódio: "Identity Crisis"                |
| 2010      | American Experience              | Lucia Cutts                      | Episódio: "Dolley Madison"                 |
| 2011-2014 | The Killing                      | Sarah Linden                     | Papel principal, 44 episódios              |
| 2016-2017 | The Catch                        | Alice Vaughan                    | Papel principal, 20 episódios              |
| 2017      | Philip K. Dick's Electric Dreams | Mãe                              | Episódio: "Father Thing"                   |
| 2018      | My Dinner with Hervé             | Kathy Self                       | Telefilme                                  |
| 2019      | Good Omens                       | War (Guerra)                     | Elenco principal                           |
| 2019      | Hanna                            | Marissa Wiegler                  | Elenco principal                           |

## Teatro
| Ano  | Título                          | Papel              | Nota                                          |
| ---- | ------------------------------- | ------------------ | --------------------------------------------- |
| 2001 | The Invention of Love           | Katharine Houseman | 29 de Março de 2001 - 30 de Junho de 2001     |
| 2005 | Who's Afraid of Virginia Woolf? | Honey              | 20 de Março de 2005 - 4 de Setembro de 2005   |
| 2005 | Absurd Person Singular          | Eva                | 18 de Outubro de 2005 - 4 de Dezembro de 2005 |

## Prêmios e indicações

### Tony Awards
| Ano  | Categoria                | Trabalho                        | Resultado |
| ---- | ------------------------ | ------------------------------- | --------- |
| 2005 | Melhor atriz (no Teatro) | Who's Afraid of Virginia Woolf? | Indicado  |

### Critcs' Choice Awards
| Ano  | Categoria                       | Trabalho    | Resultado |
| ---- | ------------------------------- | ----------- | --------- |
| 2011 | Melhor atriz em série dramática | The Killing | Indicado  |

### Prêmios Globo de Ouro
| Ano  | Categoria                                        | Trabalho    | Resultado |
| ---- | ------------------------------------------------ | ----------- | --------- |
| 2011 | Globo de Ouro de melhor atriz em série dramática | The Killing | Indicado  |

### Primetime Emmy Awards
| Ano  | Categoria                       | Trabalho    | Resultado |
| ---- | ------------------------------- | ----------- | --------- |
| 2011 | Melhor atriz em série dramática | The Killing | Indicado  |

### Satellite Awards
| Ano  | Categoria                       | Trabalho    | Resultado |
| ---- | ------------------------------- | ----------- | --------- |
| 2011 | Melhor atriz em série dramática | The Killing | Indicado  |

### Saturn Awards
| Ano  | Categoria          | Trabalho    | Resultado |
| ---- | ------------------ | ----------- | --------- |
| 2012 | Melhor atriz em TV | The Killing | Indicado  |
| 2013 | Melhor atriz em TV | The Killing | Indicado  |

## Vida pessoal
Enos casou-se com o ator Alan Ruckon em 4 de janeiro de 2008. Eles têm dois filhos: a filha Vivienne Vesper Ruck nasceu em 23 de setembro de 2010, e filho Larkin Zouey Ruck nasceu em 23 de julho de 2014. Os quatro moram no bairro de Los Feliz, em Los Angeles.